# Власовка (Черниговская область)
Вла́совка (укр. Власівка) — село в Петрушовском сельском совете Ичнянского района Черниговской области Украины.
Код КОАТУУ — 7421782403. Население по переписи 2001 года составляло 188 человек .

## Географическое положение
Село Власовка находится на  правом берегу безымянной речушки, которая через 5 км впадает в реку Смош, выше по течению примыкает посёлок городского типа Парафиевка, ниже по течению на расстоянии в 3 км расположено село Ковтуновка, на противоположном берегу — сёла Петрушовка и Качановка. На реке сделано несколько запруд.
Расстояние до районного центра:Ичня : (17 км.), до областного центра:Чернигов (118 км.), до столицы:Киев (156 км.).

## История
- 1600 год — дата основания.
- Есть на карте 1812 года[3]

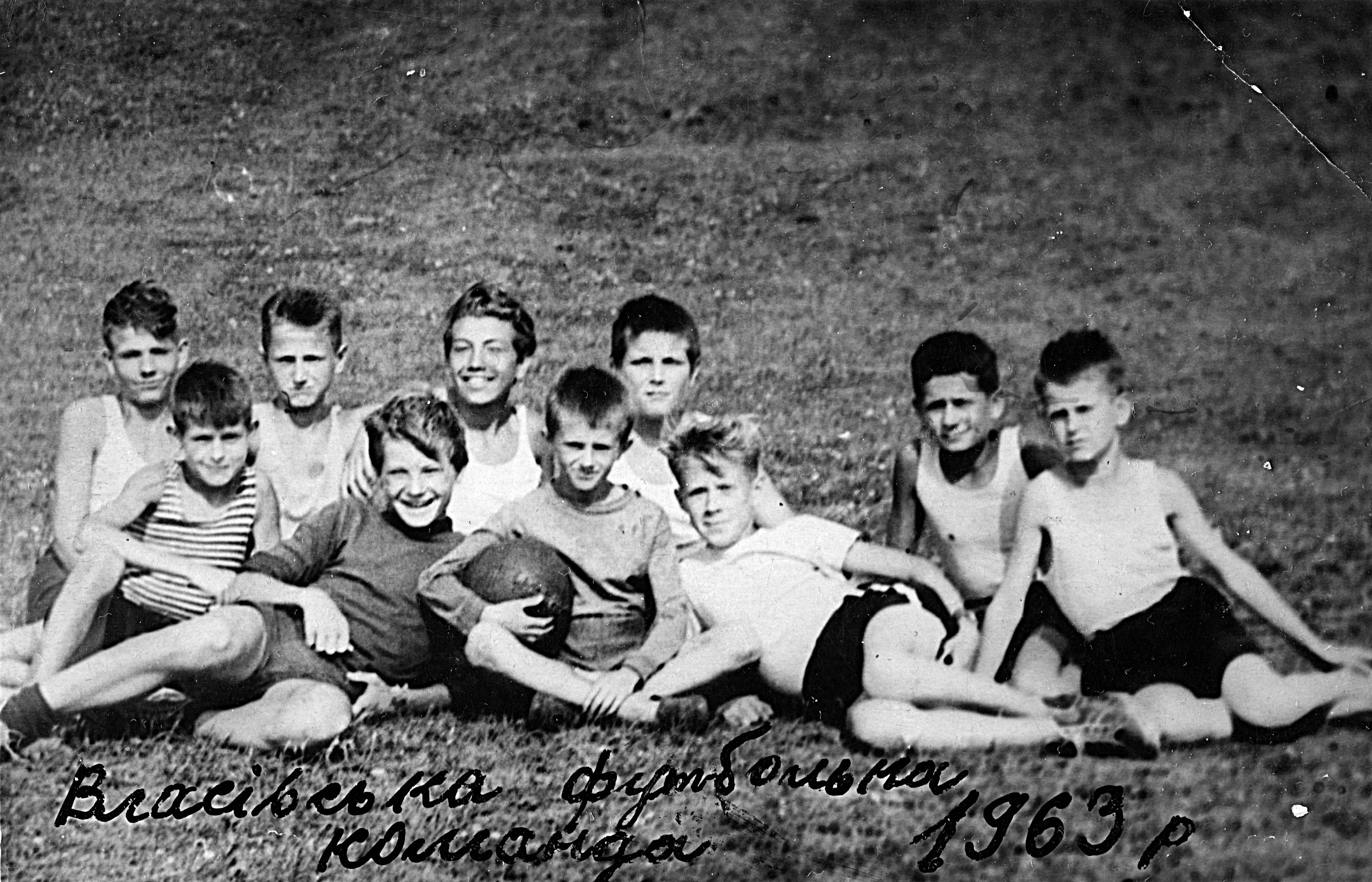
Футбольная команда села Власовка, 1963 год. Ребята 1949-1952 годов рождения, 11-14 лет. Играли летом с командами сёл Петрушевка, Парафиевка, Иржавец.

- в 1859 году в деревне владельческой Вла́совка 3 стана Ичнянской волости, Борзянского уезда Черниговской Губернии было 53 двора и 304 жителя[4]

## Известные уроженцы
- Гарам, Михаил Александрович — Герой Советского Союза.
- Ангел, Евгений Петрович — украинский атаман, один из руководителей повстанческого движения против большевиков в 1918—1919 годах на Черниговщине и Сумщине.